# Ноте Лур'є
Ноте Лур'є (Натан Михайлович Лур'є, їд. נאטע לוריע 2 (15) січня 1906, село Розкішне, Бердянський повіт, Таврійська губернія, Російська імперія — 28 листопада 1987, Одеса, Українська РСР, СРСР) — радянський письменник, військовий кореспондент, писав ідишем.

## Біографія
Народився 2 (15) січня 1906 року в селіРозкішному, в родині рабина Мендла (Менделя Вульфовича) Лур'є та Любові Михайлівни Лур'є.
У віці 16 років залишив сім'ю, переїхав до Білорусі, де працював на сільськогосподарській фермі «Курасівщина» та навчався на вечірніх курсах. З 1926 по 1931 р. навчався на літературному відділенні Московського педагогічного університету, паралельно працював у журналах ЦК ВЛКСМ на ідиш — «Піонер» та «Юнгвалд» («Молодь»), в газеті «Дер емес» («Правда»).
1934 року його старший брат Борух-Лейзер та батьки емігрували з СРСР та оселилися в Ризі, де їх було вбито під час німецької окупації. У романі «Дер степ руфт» («Степ кличе») (1932, рос. переклад 1936) показано життя єврейського села, колективізацію. Після цього роману Ноте Лур'є стали називати «єврейським Шолоховим». Друкувався з 1925 року. Член Союзу письменників СРСР із 1934 року. Делегат Першого з'їзду СРСРписьменників. Член редколегії журналу Совєтиш геймланд («Радянська Батьківщина») мовою ідиш.
14 травня 1950 року заарештований у справі одеських єврейських письменників, що став продовженням справи Єврейського антифашистського комітету, засуджений до 15 років таборів за звинуваченням в «антирадянській діяльності» і засланий у табір Бутугичаг на Колиму. 12 січня 1956 року звільнений і повністю реабілітований.
У роки Другої світової війни був відповідальним секретарем дивізійної газети «Радянський воїн» у групі військ СРСР у Ірані. Роман «Небо і земля» (1965, рос. переклад 1981) розповідає про події Другу світову війну.
Останніми творами стали оповідання та повість «Історія одного кохання» («Ді гишихте фун а лібе») (1978, рос. переклад 1981) і незакінчені спогади (1986), що російською не перекладалися. Проза Ноте Лур'є психологічна та лірична, автор використовує прийом внутрішнього монологу.
Помер у Одесі 28 листопада 1987.